# 布萊頓摩天輪
布萊頓摩天輪（英語：Brighton Wheel），在其規劃和修建期間亦名為布萊頓O（Brighton O）和卓越摩天輪（Wheel of Excellence）。是一座位於英國布萊頓海濱的可移動摩天輪，營業於2011年10月至2016年5月。這座摩天輪環繞一周需要12分，因其位於建築保護區內而受到爭議。

## 歷史
摩天輪所在的東崖（East Cliff）地區自19世紀開始發展為布萊頓著名的住宅區。馬德拉大道修建於1823年，並在1872年和1895年得到延長及拓寬。該地區早期的觀光景點有皇家鎖鏈碼頭（1823年）、布萊頓水族館（1872年）、沃克的電氣鐵路（1883年）和宮殿碼頭（1899年）。1973年，東崖地區內面積約150英畝（61公頃）的地區被指定為保護區。
2009年，布萊頓本地的一家名為帕拉蒙遊樂（Paramount Attractions）首次提議在布萊頓海濱修建摩天輪。該公司申請中西碼頭廢墟附近海灘上修建一個直徑達60-（200-英尺），有60個客艙的摩天輪。摩天輪將位於大都會旅館的對面，非常靠近在2006年獲得建設許可的英國航空i360瞭望塔（高 600-英尺（180-））。i360的開發商、大都會旅館、保護主義者和當地居民都反對摩天輪計劃，但同樣也有支持意見。帕拉蒙遊樂最後在2010年1月撤回申請。當時摩天輪計劃名是「Brighton O」。
2011年3月，帕拉蒙遊樂表示將提交新的申請，變更摩天輪的外觀但尺寸相似。摩天輪的修建地點亦變為布萊頓碼頭以東360英尺（110）處的馬德拉大道。預計費用是600萬英鎊，且帕拉蒙表示已確保資金。這一申請在三月底提交，並很快被保護團體攝政學會（The Regency Society）反對。反對理由包括會影響東崖的住宅區，並遮擋海景，且一旅遊景點不適合海濱「相對安靜的地區」。在考慮支持和反對的雙方意見後，布萊頓和霍夫市議會在2011年4月27日發出了有效期至2016年5月的臨時許可。議會允許摩天輪在每日早晨10時至午夜營業，但之後帕拉蒙遊樂將打烊時間改為晚間11時。該項目同時還獲得了公路許可證。

## 建築和開業

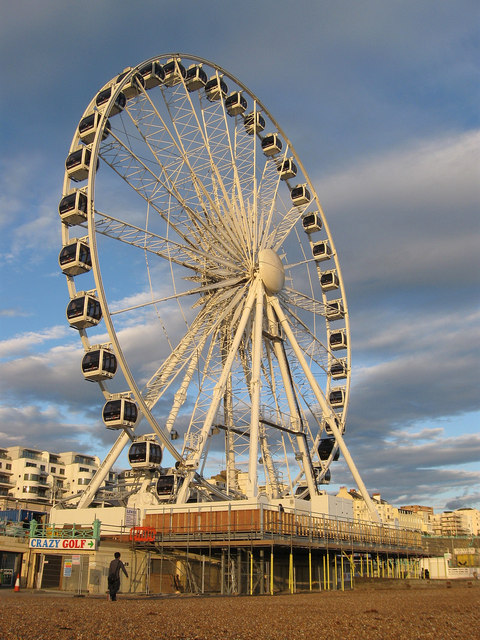
2011年10月7日時接近竣工的布萊頓摩天輪

摩天輪製作於德國，並在2010年運至南非，在2010年國際足總世界盃時作為景點開放。2011年9月，摩天輪運抵英格蘭。在馬德拉大道上的修建過程中，部分有歷史價值的欄杆被拆除。攝政學會要求市議會保持欄杆的良好狀態，並在摩天輪被拆除後重新安裝。這些欄杆修建於1880年。
摩天輪在2011年9月開始安裝，並在2011年10月24日開業。帕拉蒙遊樂表示希望該摩天輪能每年吸引25萬名遊客。

## 規格
早期的摩天輪提議高度有45（148英尺）和60（200英尺）方案。隨後有不同報道稱摩天輪高45（148英尺），或50（160英尺）。官方網站稱摩天輪直徑45（148英尺），最高高度是50（160英尺）。
摩天輪共有35個客艙，每個客艙可容納6名成人和2名兒童。另有一個VIP客艙可容納4人，最大容量有284人。摩天輪完全可移動，其運營方稱其在可在兩週內拆除。摩天輪在夜間會進行點燈。

## 評價

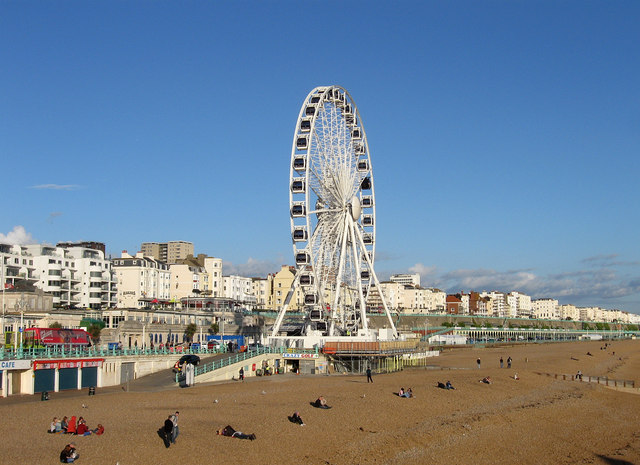
布萊頓摩天輪

布萊頓摩天輪提供了大約30個就業崗位，並預計將吸引更多遊客。摩天輪因此得到了當地商界和旅遊業的好評。但攝政學會和其它保護團體則批評摩天輪，擔心其對住宅保護區產生影響。這些團體亦指出這一先例可能會鼓勵在布萊頓碼頭以東地區進行大規模開發。在獲得修建許可後，曾有反對者考慮上訴至歐洲聯盟的最高法院歐洲法院。

### 文獻
- Antram, Nicholas; Morrice, Richard. . Pevsner Architectural Guides. London: Yale University Press. 2008. ISBN 978-0-300-12661-7.
- Collis, Rose. . (based on the original by Tim Carder) 1st. Brighton: Brighton & Hove Libraries. 2010. ISBN 978-0-9564664-0-2.
- Musgrave, Clifford. . Rochester: Rochester Press. 1981. ISBN 0-571-09285-3.